# 秦佐和子
秦 佐和子（はた さわこ、1988年〈昭和63年〉9月14日 - ）は、日本の女性声優、タレント。大阪府出身。SKE48の元メンバーで、在籍時はAKSに所属していた。グループ卒業後に声優として活動をはじめ、現在はマウスプロモーションに所属。日本ナレーション演技研究所・プロ・フィット声優養成所出身。

## 略歴
- 2009年11月1日、『SKE48第三期メンバーオーディション』に合格[7]。
- 2010年12月6日、2期メンバーの阿比留李帆および同期の後藤理沙子、矢方美紀とともに正規メンバーへ昇格するとともに、チームKIIへの所属が発表される[8]。
- 2011年、5月から6月にかけて実施された『AKB48 22ndシングル選抜総選挙「今年もガチです」』では33位で、アンダーガールズ入りを果たした[9]。
- 2011年7月27日、6thシングル「パレオはエメラルド」で初めて選抜メンバーに選出される。なお、22歳316日での選抜メンバー入りは、SKE48の最年長記録である。
- 2011年12月13日に開催されたテレビアニメ『AKB0048』声優公開オーディションに合格し、声優選抜入りを果たした。
- 2012年4月26日、『AKB0048』声優選抜メンバー9名による新ユニット「NO NAME」の結成が発表される。同作の主題歌「希望について」と「夢は何度も生まれ変わる」を歌う[10]。
- 2012年、5月から6月にかけて実施された『AKB48 27thシングル選抜総選挙』では25位で、アンダーガールズ入りを果たした[11]。
- 2013年3月7日、チームKII公演において同月末をもってSKE48を卒業し、4月から声優学校に入学することを発表[12]。
- 2013年3月29日、SKE48劇場では最終出演となる卒業公演が行われた[13][14]。
- 2013年5月6日、この日開催された11thシングル「チョコの奴隷」（劇場盤）個別握手会をもってSKE48としての活動を終了。
- 2013年7月10日、声優パラダイスVol.18にて「行け！声パラプロダクション!!」連載開始[15]
- 2014年7月18日、インターネットラジオListenRadioにて新番組「もしも声優がいっぱい住んでいるマンションがあったら」の曜日別パーソナリティを務めることが発表される。[16]
- 2015年4月3日、7月期放送TVアニメ版「VENUS PROJECT」のメインキャスト（原エリコ役）に決定[17]
- 2015年8月3日、初冠番組“秦佐和子の「パンがなければゲームをすればいいじゃない」（略してしゃわパン）”がニコニコ生放送とYoutubeの電撃オンラインチャンネルにて配信開始[18]
- 2015年10月1日、マウスプロモーションへの所属が発表される。
- 2016年4月30日、アメーバブログにてオフィシャルブログ『さわこのーと』を開始[19]。
- 2023年6月30日、一般男性と結婚したことを発表[20]。

## 人物
- 愛称は、しゃわこ[21]。
- キャッチフレーズは「（あんまり見つめられると照れちゃう。そんな）シャイな私のこの気持ち、届いてますか? しゃわここと秦佐和子です」（カッコ内は省略する場合もあり）。
- 9月14日0時15分生まれ[22]。両親のほか、誕生日が9月13日と1日違いの姉（12歳年上）[22]と兄がおり[23]、幼少時は当時9月15日だった敬老の日に姉とまとめて「お誕生会」をしていた[22]。
- SKE48加入前は1年半ほど日本ナレーション演技研究所に通っていた[5][24]。
- 「いつも気まぐれで直前になって予定を組むことが多いため」、「観劇も、映画館も、食事もお一人様で平気」[23]。
- 宝塚歌劇団のファンである[25]。とくに蘭寿とむを推している[25]。
- 田村ゆかりと堀江由衣が好き[26]。
- クラシック音楽が好き[27]。
- 洋楽では大学のドイツ語の講義で聴いて以来、クラフトワークも好む[28]。
- ぬいぐるみ収集が大好き[29]。しかし収集に切りがないため、2023年現在は増やさない様にしている。
- PlayStation Portableは全シリーズ4機種（PSP-1000・PSP-2000・PSP-3000各2台、PSP go1台）計7台を所持している。
- 普通乗用車免許所持[30]。
- ニコニコ動画をよく視聴しており、帰宅後パソコンを起動させるとまずニコニコ動画のランキングをチェックするほどであった[31]。

### SKE48
- SKE48に加入するきっかけとなったのは、同じく声優志望だった松下唯が当時SKE48の活動をしながらも声優業を続けているのを知ったためであった[24]。
- 『週刊AKB』の抜打ちテストでは、他の参加メンバーが珍解答を連発する中、高い正解率で何度も模範解答に挙げられた他、我が家にイジられながらも、唯一200点台（215 / 300点）で参加者15人中1位となった。
- 神田朱未がラジオパーソナリティを担当し、松下や古川愛李なども出演する『神田朱未のわたしのすきなこと。』にゲストとして度々出演しており、ラジオドラマにも参加している。

## 出演
太字はメインキャラクター。

### テレビアニメ
2011年
- のらのらの〜ら（のらねこ）

2012年
- AKB0048（2012年 - 2013年、神崎鈴子） - 2シリーズ

2013年
- 境界の彼方（アナウンス、女子生徒、伊波家の使用人、店員、名瀬家の使用人、子供）
- 恋愛ラボ（相談者）

2014年
- 月刊少女野崎くん（女子生徒、店員）
- とある飛空士への恋歌（ノエル・アルバス）
- 魔法少女大戦（戎子紫兎）

2015年
- VENUS PROJECT -CLIMAX-（原エリコ）
- ふなっしーのふなふなふな日和（ナンシーちゃん）

2016年
- しまじろうのわお!（くろりん羽根付き）
- スカーレッドライダーゼクス（女優）
- バトルスピリッツ ダブルドライブ（2016年- 2017年、エト・エトシンモリ8世）

2017年
- ガヴリールドロップアウト（司書）
- 地獄少女 宵伽（先輩芸人）
- このはな綺譚（皐）
- 僕の彼女がマジメ過ぎるしょびっちな件（女子生徒）
- お酒は夫婦になってから（桃缶、テレビ音声）

2018年
- ポプテピピック（おりこうモンキーズB）
- ぱすてるらいふ（若宮イヴ）
- BanG Dream! ガルパ☆ピコ（2018年 - 2022年、若宮イヴ） - 3シリーズ

2019年
- BanG Dream!（2019年 - 2022年、若宮イヴ） - 2シリーズ + 1作品
- 消滅都市（アヤノ）
- アフリカのサラリーマン（インパラ）

2021年
- BLUE REFLECTION RAY/澪（司城来夢）

2023年
- ゾン100〜ゾンビになるまでにしたい100のこと〜（女ゾンビ）
- 最果てのパラディン 鉄錆の山の王（店娘）

2025年
- BanG Dream! Ave Mujica（若宮イヴ）

### 劇場アニメ
- 劇場版 境界の彼方 -I'LL BE HERE- 過去篇（2015年、子供）
- 劇場版 しまじろうのわお! しまじろうとえほんのくに（2016年、くろりん[41]）
- COCOLORS（2017年、フユ[42]）
  - COCOLORS 上映前特別映像「ポプテピピック」（2017年、ピピ美）
- BanG Dream! FILM LIVE / 2nd Stage（2019年 - 2021年、若宮イヴ[43][44]） - 2作品
- 劇場版 BanG Dream! ぽっぴん'どりーむ!（2022年、若宮イヴ）

### OVA
- 嫌な顔されながらおパンツ見せてもらいたい（2018年 - 2019年、高山マリア[45]） - 2シリーズ
- 天地無用！ 魎皇鬼 第伍期（2020年、アプエスタ・ダ・ルマー）

### Webアニメ
- Bonjour♪恋味パティスリー（2014年、ましゅマロ[46]）
- マウスどうぶつえん（2016年 - 、アヒルのさわこ [47]）
- マウスどうぶつえん名作劇場（2020年、アヒルのさわこ）

### ゲーム
2011年
- 君と一緒に（秦佐和子〈本人役〉）

2014年
- ペルソナ4 ジ・アルティマックス ウルトラスープレックスホールド（マネージャー）
- 魔法少女大戦 ZANBATSU（戎子紫兎）

2015年
- ゴシックは魔法乙女〜さっさと契約しなさい!〜（ソラ、パナシェ）
- しんけん!!（フランベルジェ・モントーバン）
- Diss World（ミナユラ）
- ヴァリアントナイツ（パメラ＝エメラルド）
- VENUS PROJECT（原エリコ）
- DREAM BEAT（原エリコ）
- ひめがみ絵巻（獏姫）
- ポイっとヒーロー（三蔵法師）
- 結城友奈は勇者である 樹海の記憶（子供）
- 乱撃!魔法学園 -ムリムリ女神- by GMO（ミスラ）

2016年
- エンドライド -X fragments-（マジョリカ）
- 御城プロジェクト:RE〜CASTLE DEFENSE〜（サンタンジェロ城、安平古堡、有岡城、岩殿山城、伊勢長島城）
- 逆転オセロニア（ガルム）
- 幻獣姫（ポセイドン）
- ゴッドオブハイスクール（朝比奈夕希）
- 三国志大戦（杜夫人、王悦、荀氏、大虎）
- 三国志ものがたり（宋謙）
- 三国FANTASY（大喬）
- 消滅都市2（アヤノ）
- 戦国姫譚MURAMASA-雅-（由布雪下、塚原卜伝）
- ドラゴンプロジェクト（パメラ）
- ブレイブソード×ブレイズソウル（エンセフェロン、ロジーリリィ）
- ワールドチェイン（リヴィア、ユリア）

2017年
- アカシックリコード（トリシア、土方トシエ）
- ウチの姫さまがいちばんカワイイ（桜華）
- 感染×少女（戯言くるる）
- Q&Qアンサーズ（神統記）
- 幻獣契約クリプトラクト（アマリリス、セリポス(ニーアナンナ)）
- さんぽけ〜三国志大戦ぽけっと〜（王悦、杜夫人、荀子）
- シャドウストーン（レミィ）
- 少女とドラゴン -幻獣契約クリプトラクト-（ソニア、ディアーネス、ローラン、ソラリス）
- ソラヒメ～ACE VIRGIN～（ラファール）
- 誰ガ為のアルケミスト（ミコト）
- ディフェンスウィッチーズ2（セシリア）
- 天華百剣 -斬-（小夜左文字）
- 塔亰Clanpool（藻波モナ）
- バンドリ！ガールズバンドパーティ！（2017年 - 2023年、若宮イヴ）
- ファンタシースターオンライン2 es（剣影、テイトウツヅミ、新光燈砲、白雉春光）
- ブルー リフレクション 幻に舞う少女の剣（司城来夢）
- モン娘☆は〜れむ（スウィル）

2018年
- アズールレーン（フィジー、ポルタヴァ）
- ヴァイタルギア（シュヴァン）
- ウチの姫さまがいちばんカワイイ（桜華）
- 温泉むすめ ゆのはなこれくしょん（石和紅）
- CARAVAN STORIES（ラルミミ）
- 極光のレムリア（アステリア）
- クイズRPG 魔法使いと黒猫のウィズ（2018年 - 2021年、パメラ、ウシオ・カウカウ）
- 恒星少女 -Do The Scientists Dream of Girls' Asterism?-（Z・E・ゲヌビ）
- 神装の戦乙女（シエラ）
- SPEED WITCH BATTLE（フィオナ、マルウォライセ、リリルル）
- 装甲娘（オダキヨネ、イマイムツキ、サクラバ コトハ）
- 帝国戦記（シャーリン）
- テリアサーガ（コスピナ、ロザ）
- 東京プリズン（椎名明日香）
- ファントム オブ キル（ソロモン 聖鎖・アテナ）

2019年
- AFTERLOST - 消滅都市（アヤノ）
- グランドチェイス-次元の追跡者-（ユリア）
- 三国ドライブ（馬超）
- ナナカゲ ～7つの王国と月影の傭兵団～（マルガリータ）
- モンスターストライク（2019年 - 2023年、プルメリア）
- メリーガーランド（アリア）
- ファイアーエムブレム 風花雪月（マリアンヌ＝フォン＝エドマンド）

2020年
- エースヴァージン：再出撃（D4Y 彗星）
- アビス・ホライズン（翔鶴、ゴリツィア、インヴィンシブル）
- エピックセブン（ネムナス）
- 装甲娘 ミゼレムクライシス（2020年 - 2021年、アポロカイザー、イカロス・ゼロ）
- ファイナルファンタジー ブレイブエクスヴィアス（カルミア）
- 放置少女〜百花繚乱の萌姫たち〜（毛利元就、曹洪、楽毅）
- ラストピリオド -巡りあう螺旋の物語-（ズィーベン）
- CHOJO-CryptoGirlsArena-（八江水咲）
- ワールドフリッパー（リーラ）

2021年
- ファイアーエムブレム ヒーローズ（2021年 - 2024年、マリアンヌ）
- m HOLD'EM（花井凛）
- BLUE REFLECTION TIE/帝（司城来夢）

2022年
- ファイアーエムブレム無双 風花雪月（マリアンヌ＝フォン＝エドマンド）
- ドルフィンウェーブ（黒瀬見波）

2023年
- BLUE REFLECTION SUN/燦（司城来夢）

2024年
- ファントム オブ キル -オルタナティブ・イミテーション-（ソロモン）

### ドラマCD
- TVアニメ『僕らはみんな河合荘』ドラマCD（2014年、店員A[134]）
- BLUE REFLECTION 幻に舞う少女の剣 ～ouverture（ウヴェルテュール）～（2017年、司城来夢）
- バトルスピリッツ ダブルドライブ オリジナルドラマCD「究極! 試練の三番勝負!」（2017年、エト・エトシンモリ8世[135]）

### ラジオドラマ
- 劇ラヂ！ライブ2017「罪男と罰男」（2017年、NHKラジオ第1）美濃羽美子 役[136]

### オーディオブック
- 田丸雅智のショートショート集 「夢巻」、「海色の壜」より（2016年、FeBe） - 朗読[137]
  - 蜻蛉玉[138]
  - 似豆[139]
  - タナベくんの袋[140]
  - 魚屋とぼく[141]
  - 富国強兵もやし[142]
  - 桜[143]
  - 睡眠投資[144]
- 椿山課長の七日間（2017年、FeBe） - 根本蓮子 役[145]

### ラジオ
※はインターネット配信。
- SKE48 観覧車へようこそ!!（2010年 - 2011年、CBCラジオ）
- SKE48♥1+1は2じゃないよ!（2010年 - 2011年、東海ラジオ）
- SUNSHINE SAKAE presents RADIO SPLASH（2010年、FM AICHI）
- 神田朱未のわたしのすきなこと。（2010年 - 2011年、FM AICHI）
- 劇ラヂ！ライブ「恋の大捜査線」（2012年、NHKラジオ第1）
- みつおとさわこのミルクとお砂糖は?（2014年 - 2015年、ListenRadio※）
- "回覧版"『もしも声優がいっぱい住んでいるマンションがあったら』（2014年 - 2015年、超!A&G+※）[146]
- 秦佐和子のradioclub.jp（2016年、かつしかFM）
- 女神ラジオ〜めがらじ〜（2016年、HiBiKi Radio Station※）[147]
- 小野坂・秦の8年つづくラジオ（2017年 - 2025年、ラジオ関西・アニたまどっとコム※）[148]
- らじお 此花亭へようこそ（2017年 - 2018年、音泉※）[149]
- 秦佐和子と工藤晴香の明神わいふぁい！ラジオ（2018年、超!A&G+※）[150]
- 秦佐和子と工藤晴香のミュージックパーティ！（2019年、超!A&G+※）[151] [152]
- Pastel＊Palettesのしゅわりんラジオ（2021年 - 、HiBiKi Radio Station※）[153]

### テレビ番組
※はインターネット配信。
- アナアナ商会（2010年4月7日 - 9月29日、中京テレビ放送）
- 週刊AKB（2011年2月4日 - 2012年11月30日・不定期出演、テレビ東京）[注 2]
- ぶっつけ!! 〜SKE48マルチタレントへの道〜（2011年4月8日 - 6月、東海テレビ放送）
- SAY! YOU! SAY! ME!（2011年4月 - 9月、テレビ愛知）
- AKBINGO!（2011年11月9日 - 12月7日、日本テレビ）
- SKE48のマジカル・ラジオ2（2012年4月3日 - 6月26日 、日本テレビ）
  - SKE48のマジカル・ラジオ3（2013年1月20日 - 4月7日 、日本テレビ）
- ショナイの話（2012年10月1日 - 22日、テレビ朝日）
- アニメぴあちゃんねる（2015年7月2日 - 2017年5月18日、ニコニコ生放送※） - MC
- 電撃オンライン「秦佐和子のパンがないならゲームをすればいいじゃない（略してしゃわパン）」 （2015年8月3日 - 12月21日、ニコニコ生放送※、YouTube※）
- nemukeと佐和子のHEARTHSTONE講座（2015年11月25日 - 29日、OPENREC.tv※）
- amanosと佐和子のHEARTHSTONE講座（2016年1月8日 - 3月29日、OPENREC.tv※）
- 秦佐和子のしゃわご飯（2016年7月8日 - 、ニコニコ生放送※）
- ゲームのがっこう「モンドラちゃんねる」（2016年10月2日 - 2017年9月17日、ニコニコ生放送※、YouTube※(アーカイブ)）MC
- 闘.ch（2016年10月12日 - 2017年9月15日、ニコニコ生放送※）
- 秦佐和子と高田憂希のWhere the foooood!?（2016年11月22日 - 2018年3月30日、ニコニコ生放送※）
- スマホキター!!（2017年2月17日 - 8月17日、番組サイト内で配信※）[154]
- ファンキルチャンネル「熱血ファンキル塾」（2017年5月27日 - 10月24日、YouTube※）
- BoomAppGamesチャンネル「今日から学ぶウォーブレ講座 〜第1/2シーズン〜」（2017年7月25日 - 2018年4月11日、YouTube※）
- このはな綺譚 仲居特番「狐っ娘たちのおもてなし」（2017年9月6日 - 30日、ニコニコチャンネル※）[155]
- 秦佐和子が行く 今日は古都ジェニック（2018年4月29日 - 、KBS京都 他[156]）
- Pastel*PalettesのしゅわりんTV（2020年 - 、YouTube※）

### テレビドラマ
- 真夜中の百貨店〜シークレットルームへようこそ〜 Season2 #43 - 50（2017年1月31日 - 3月21日、BSジャパン） - スタイリスト役

### インターネットドラマ
- 学校の怪談 第11話「獣」（2012年8月、BeeTV）

### 映画
- 君と、徒然（2019年3月8日、エル・アミティエ） - 「Episode3 31歳と30歳」女性 役[157]

### CM
- 愛知県選挙管理委員会「2011年愛知県知事選挙」（2011年）
- ドラゴンプロジェクト「仲間を大募集」篇（2016年7月、パメラ）[158]

### 舞台
- COCOLORS（2017年2月17日・18日、新宿バルト9）[159]
- ミュージカル『タイラー×2』（2017年2月22日 - 26日、シアターサンモール）[160]

### ナレーション
- FC町田ゼルビアをつくろう〜ゼルつく〜 #76・#77（2021年9月17日、AbemaTV）[161]

### その他コンテンツ
- 富士通arrows NX F-01K/Tab F-02K、メーカー製品サイト動画（2017年、ナレーター）[162] [163]
- FUN'S PROJECT COLLEGE eラーニング声優講座（2019年[164]）
- Re:Union3.0（2019年、柏木ケイ[165]）
- 温泉むすめ（2017年、山梨県石和温泉 石和紅[166]）
- 桜木学園癒やし部～1年A組・リリィ編。英国式ハンドケアとマッサージ～ ASMR（2021年、リリィ[167]）

## ディスコグラフィ

### キャラクターソング
| 発売日   | 商品名                                                             | 歌                                         | 楽曲                                     | 備考                                                     |
| 2015年   | 2015年                                                             | 2015年                                     | 2015年                                   | 2015年                                                   |
| -------- | ------------------------------------------------------------------ | ------------------------------------------ | ---------------------------------------- | -------------------------------------------------------- |
| 8月5日   | Venus Drive!! 〜キミは燃えているか〜                               | 原エリコ（秦佐和子）、高野歌恋（姫崎愛未） | 「Venus Drive!! 〜キミは燃えているか〜」 | テレビアニメ『VENUS PROJECT -CLIMAX-』オープニングテーマ |
| 8月5日   | Venus Drive!! 〜キミは燃えているか〜                               | 原エリコ（秦佐和子）、高野歌恋（姫崎愛未） | 「みらいの座標」                         | テレビアニメ『VENUS PROJECT -CLIMAX-』関連曲             |
| 8月19日  | VENUS PROJECT -CLIMAX- Blu-ray第1巻封入特典 キャラクターソングCD   | 原エリコ（秦佐和子）                       | 「みらいの座標」                         | テレビアニメ『VENUS PROJECT -CLIMAX-』関連曲             |
| 10月1日  | VenusProject キャラクターソングCD BATTLE04 原エリコ                | 原エリコ（秦佐和子）                       | 「青い風」                               | テレビアニメ『VENUS PROJECT -CLIMAX-』挿入歌             |
| 10月1日  | VenusProject キャラクターソングCD BATTLE04 原エリコ                | 原エリコ（秦佐和子）                       | 「アンブレラハいかが？」                 | テレビアニメ『VENUS PROJECT -CLIMAX-』関連曲             |
| 10月21日 | VENUS PROJECT -CLIMAX- Blu-ray第2巻封入特典 キャラクターソングCD   | 原エリコ（秦佐和子）                       | 「Venus Drive!! 〜キミは燃えているか〜」 | テレビアニメ『VENUS PROJECT -CLIMAX-』関連曲             |
| 11月25日 | VENUS PROJECT -CLIMAX- Blu-ray第3巻封入特典 キャラクターソングCD   | 原エリコ（秦佐和子）                       | 「Mint Flavor」                          | テレビアニメ『VENUS PROJECT -CLIMAX-』関連曲             |
| 2016年   |                                                                    |                                            |                                          |                                                          |
| 3月19日  | しんけん!! キャラクターイメージソング フランベルジェ・モントーバン | フランベルジェ・モントーバン（秦佐和子）   | 「Pigeon bianc」 「Les petits poissons」 | ゲーム『しんけん!!』関連曲                               |
| 6月30日  | しんけん!!キャラクターイメージソング集 Vol.1                       | フランベルジェ・モントーバン（秦佐和子）   | 「Les petits poissons（Unplugged）」     | ゲーム『しんけん!!』関連曲                               |
| 2017年   |                                                                    |                                            |                                          |                                                          |
| 12月13日 | 此花亭の四季                                                       | 此花亭仲居の会                             | 「春ウララ、君ト咲キ誇ル」               | テレビアニメ『このはな綺譚』エンディングテーマ           |
| 12月13日 | 此花亭の四季                                                       | 柚（大野柚布子）、皐（秦佐和子）           | 「雪華煌めく家路にて」                   | テレビアニメ『このはな綺譚』エンディングテーマ           |
| 2019年   |                                                                    |                                            |                                          |                                                          |
| 4月17日  | 百華繚乱                                                           | SAMONJI                                    | 「刀身をやさしくタップ♡」                | ゲーム『天華百剣 -斬-』関連曲                            |
| 12月24日 | チェックメイト                                                     | ソロモン・聖鎖・アテナ（秦佐和子）         | 「チェックメイト」                       | ゲーム『ファントム オブ キル』関連曲                     |
| 12月24日 | チェックメイト                                                     | ソロモン（秦佐和子）                       | 「Precious Answer」                      | ゲーム『ファントム オブ キル』関連曲                     |
| 2020年   |                                                                    |                                            |                                          |                                                          |
| 4月29日  | 百華繚乱 弐                                                        | SAMONJI                                    | 「GO-MA-N-E-TSU」                        | ゲーム『天華百剣 -斬-』関連曲                            |

### その他参加作品
| 発売日        | 商品名            | 歌       | 楽曲         | 備考 |
| ------------- | ----------------- | -------- | ------------ | ---- |
| 2016年9月15日 | MAUSUTHEATERvol.2 | 秦佐和子 | 「最後の夏」 |      |

## 書籍

### 雑誌連載
- EX大衆（2012年2月 - 2013年4月、双葉社） - 2012年3月号〜2013年5月号連載。
- 声優パラダイスvol.18-声優パラダイスR vol.5『行け！声パラプロダクション!!』（2013年7月10日-2015年3月10日、メディアボーイ・秋田書店）
- オタク産業通信　秦佐和子の「ゲームがなくちゃはじまらないっ！」（2016年5月13日 - 2017年8月31日）[168] [169]